# Lasiurus minor
Lasiurus minor е вид бозайник от семейство Гладконоси прилепи (Vespertilioninae). Видът е световно застрашен, със статут Уязвим.

## Разпространение
Разпространен е в Бахамски острови, Доминиканска република, Пуерто Рико и Хаити.